# Neue Pizzicato-Polka
Neue Pizzicato-Polka, op. 449, är en polka av Johann Strauss den yngre. Den framfördes eventuellt första gången våren 1892 i Hamburg. Neue Pizzicato-Polka ska inte förväxlas med den "gamla" Pizzicato-Polka från 1869, som Johann och brodern Josef Strauss gemensamt komponerade.

## Historia
Efter fiaskot med sin stora opera Ritter Pásmán kände sig Johann Strauss åter förvisad till att komponera operetter. "Jag måste plåga mig som en hund för att kunna skriva dessa tramsiga operetter", skrev han till brodern Eduard Strauss hösten 1892 och klagade dessutom på att hans synförmåga avtagit avsevärt. Den nya operetten hette Fürstin Ninetta och var skriven av Julius Bauer och Hugo Wittmann. Strauss trodde inte på projektet och befarade åter ett svidande nederlag. Dagen före premiären på Theater an der Wien den 10 januari 1893 skrev Strauss till dirigenten Adolf Müller junior: "Efter premiären av 'Ninetta' kommer denna, liksom alla av mina verk efter de uppförts, inte längre existera för mig. Men om den spelas mer än 20 föreställningar skulle jag vilja höra den igen för att försäkra mig om hur det har gått för den". Premiärföreställningen var den första av Strauss operetter som inte personligen dirigerades av honom själv. Det var dessutom något av en dubbelpremiär som till och med tilldragit sig kejsar Frans Josefs nyfikenhet. För första gången skulle Theater an der Wien upplysas av elektriskt ljus. I mellanakten blev Strauss inviterad till den kejserliga logen och kejsaren sade till Strauss: "Över huvud taget förefaller er musik att åldras lika lite som ni själv, för ni har knappast förändrats alls sedan vi senast sågs". Premiären blev en stor succé och Strauss överraskades av att den kom att spelas 76 gånger. Då Strauss redan från början intog en avog inställning till Fürstin Ninetta kom den ändå att bestå av livsbejakande och fantasirik musik. I ett brev till sin svåger Josef Simon skrev han våren 1892: "Detta musikverk är den absoluta motpolen till 'Pásmán'. Jag är fruktansvärd banal i det och följaktligen skäms jag över mig själv".
Operetten innehöll mycket musik som Strauss i sedvanlig tradition kunde arrangera om till separata orkesterverk. Ett av dessa var polkan Neue Pizzicato-Polka. I ett brev till brodern Eduard daterat den 2 april 1892 skrev Johann: "Jag har skissat på en ny Pizzicato-Polka till dina konserter i Hamburg. Huvudsakligen ett Pizzicato-nummer. Denna gång är den aningen mer intressant och helt i linje med dagens smak. Den ger utrymme för ett effektfullt utförande - som ju är huvudsaken med ett pizzicatonummer- Då det saknas en 'sjungande ton' kan en succé endast frambringas i vad jag skulle vilja beskriva som ett kokett framförande, då varken piano eller forte[piano] erbjuder tillräcklig variation för ett sådant stycke". När och var polkan framfördes första gången är oklart. Troligt är att Eduard dirigerade den någon gång mellan 3 april och 5 maj vid en av sina konserter i Hansa-Saal i Hamburg. I Wien spelades verket den 10 januari 1893 som en del av Fürstin Ninetta; först som barnbalett och senare som integrerat mellanspel. 

## Om polkan
Speltiden är ca 3 minuter och 25 sekunder plus minus några sekunder beroende på dirigentens musikaliska tolkning.
Polkan var ett av sex verk där Strauss återanvände musik från operetten Fürstin Ninetta:
- Ninetta-Walzer, Vals, Opus 445
- Ninetta-Quadrille, Kadrilj, Opus 446
- Ninetta-Marsch, Marsch, Opus 447
- Diplomaten-Polka, Polka, Opus 448
- Neue Pizzicato-Polka, Polka, Opus 449
- Ninetta-Galopp, Opus 450

## Weblänkar
- Neue Pizzicato-Polka i Naxos-utgåvan.